# Slagsmål
Slagsmål eller handgemäng är en uppgörelse eller annan vardaglig närkamp med nävar eller tillhyggen. Om det uppstår för stora kroppsliga skador så kan ett sådant slagsmål vara olagligt och rubriceras som misshandel. Om båda är villiga och det sker inom kontrollerade former rör det sig däremot om sparring eller en form av kampsport.
Det finns olika former av slagsmål:
- barslagsmål, krogslagsmål – uppgörelser mellan främst onyktra personer i eller utanför en barlokal eller dylikt
- fylleslagsmål – uppgörelser mellan onyktra personer
- gatuslagsmål – uppgörelser på gatan
- knytnävsslagsmål – uppgörelser där bara knytnävar används av diverse anledning, exempelvis under organiserade ”hederliga” former
- rallarslagsmål – vilt slagsmål utan regler, döpt efter rallare

Rallarsvingar, skallning och tillhyggen såsom krossade flaskor är vapen som kan finnas till hands.
Handgemäng i en batalj är strid på nära håll med blanka vapen man mot man.